# Margret Erichsen-Worch
Margret Erichsen-Worch, geborene Erichsen (* 27. Juli 1934 in Neumünster; † 15. Oktober 2006 in Bad Säckingen) war eine deutsche Bildhauerin.

## Leben

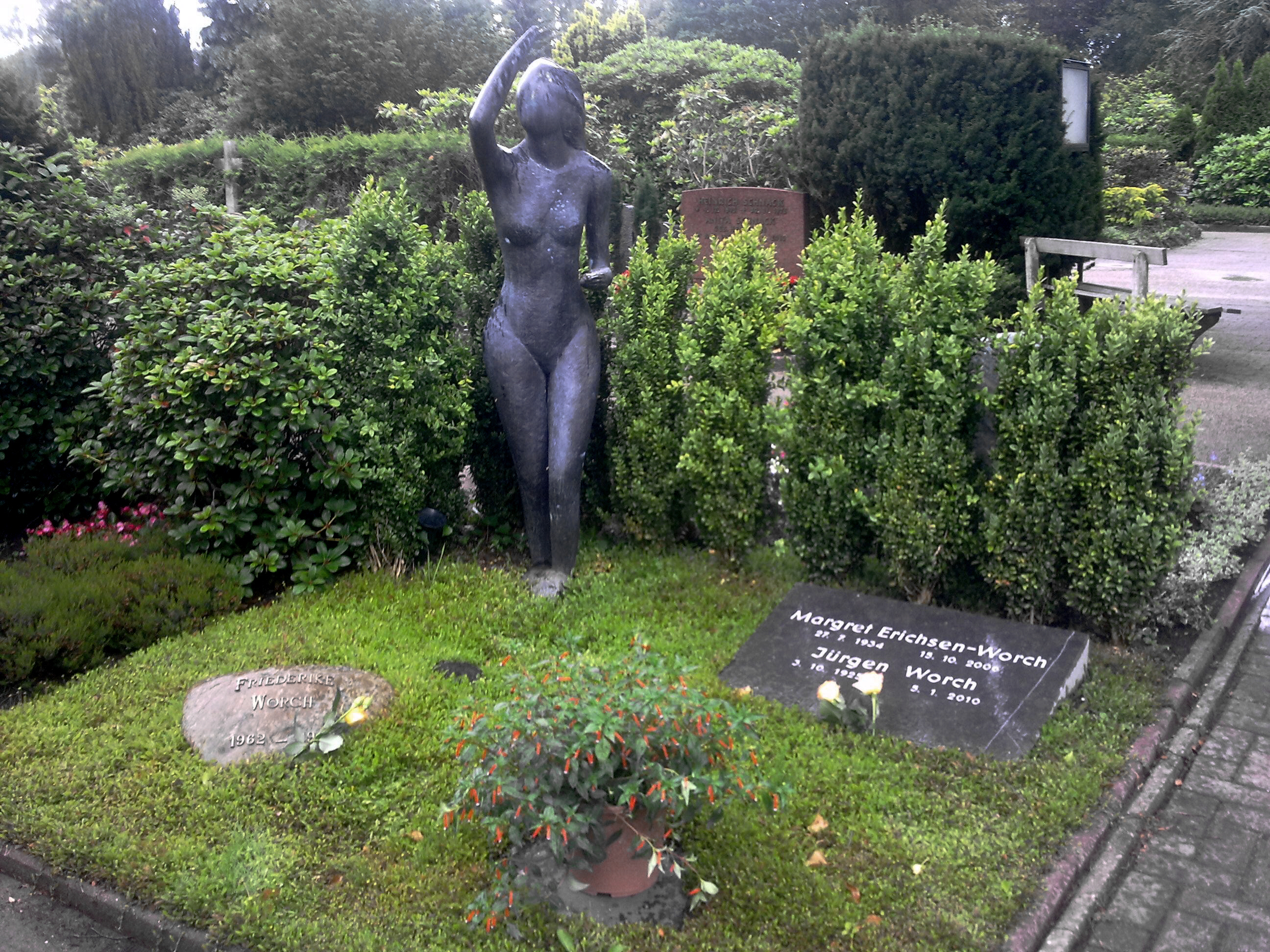
Friedhof Bordesholm, Grabstätte von Margret Erichsen-Worch mit der Bronze „In der Veränderung unserer Zeit“ von 1992

Margret Erichsen wuchs in Bordesholm auf. 1956 heiratete sie den Bordesholmer Lehrer Jürgen Worch; mit ihm hatte sie vier Kinder. Aus beruflichen Gründen des Mannes zog die Familie 1964 nach Mol/Belgien, wo Margret Erichsen-Worch 1969 ein Bildhauerstudium an der Academie voor Beeldende Kunsten begann, das sie 1974 mit dem Erwerb des 1. Diploms abschloss. Seit 1975 war sie Mitglied im Bundesverband Bildender Künstler, Sektion Schleswig-Holstein. Nach kurzzeitiger Rückkehr nach Schleswig-Holstein setzte sie 1978 ihr Studium in Mol fort und beendete es nach sechs Jahren mit dem 2. Diplom. Eine Zusatzausbildung 1986/87 in plastischer Portraitkunst erhielt sie in Antwerpen.
1999 kehrte sie nach Schleswig-Holstein zurück. Im Jahr 2000 schenkte sie ihr Lebenswerk dem Kultur- und Verschönerungsverein Bordesholmer Land e.V. (KVBL) zur Dauerpräsentation. Die Arbeiten der Künstlerin sind als ständige Ausstellung in der Verwaltungsakademie Bordesholm zu sehen. 2006 wurde Margret Erichsen-Worch mit dem Kulturpreis des KVBL gewürdigt. Die Übergabe erlebt die Künstlerin nicht mehr. Sie starb am 15. Oktober 2006.
Mit ihrer Lehrerin, der belgischen Bildhauerin Bertha Saveniers, blieb Margret Erichsen-Worch bis an ihr Lebensende eng verbunden. In 40 Ausstellungen u. a. in Deutschland, Frankreich, Spanien und Belgien wurden ihre Werke vorgestellt.

## Werk
Margret Erichsen-Worch sagte über ihre Werke:
Bei meinen Arbeiten bemühe ich mich den „inneren Menschen“, das „Unsichtbare“ in plastischer Form wiederzugeben. Der MENSCH UNTER MENSCHEN ist ein spezielles Anliegen in meinem skulpturalen Arbeitsfeld. Meine Stilrichtung wechselt zwischen abstrakt und figurativ. In welcher Formensprache eine Bildhauerarbeit ihre Ausführung findet, hängt von der Aufgabe ab.
Erichsen-Worchs bevorzugtes Material war Stein (Granit, Marmor, Sandstein). Aber auch Ton, Wachs und Gips waren ihr Arbeitsmaterial für Bronze-, Aluminium- und Steingußarbeiten.

## Schriften
- Zwischenmenschliche Beziehungen, Eigenverlag, Bordesholm 2004
- Skulptur und Wort – Word und Skulptur – Eine Zwischenbilanz. Edition Dax, Hamburg 1992, ISBN 3-88697-039-6 (zusammen mit ihrer Schwester Elisabeth von Ulmann)